# Herbert Hardwick
Herbert Lewis Hardwick Arroyo (* 2. Mai 1914 in Mayagüez, Puerto Rico; † 7. Dezember 1966 in Chicago, USA) war ein puerto-ricanischer Profiboxer im Weltergewicht. Der 1,79 Meter große Linksausleger absolvierte insgesamt fast 300 Kämpfe. Gemanagt wurde er unter anderem von Lou Caroby. 
Im Jahre 2012 fand Herbert Hardwick Aufnahme in die International Boxing Hall of Fame.